# Guerra Tebana
La Guerra Tebana fou un conflicte que esclatà el 378 aC a conseqüència de la revolta a Tebes contra Esparta. La guerra va durar sis anys.

## Esclat de la guerra

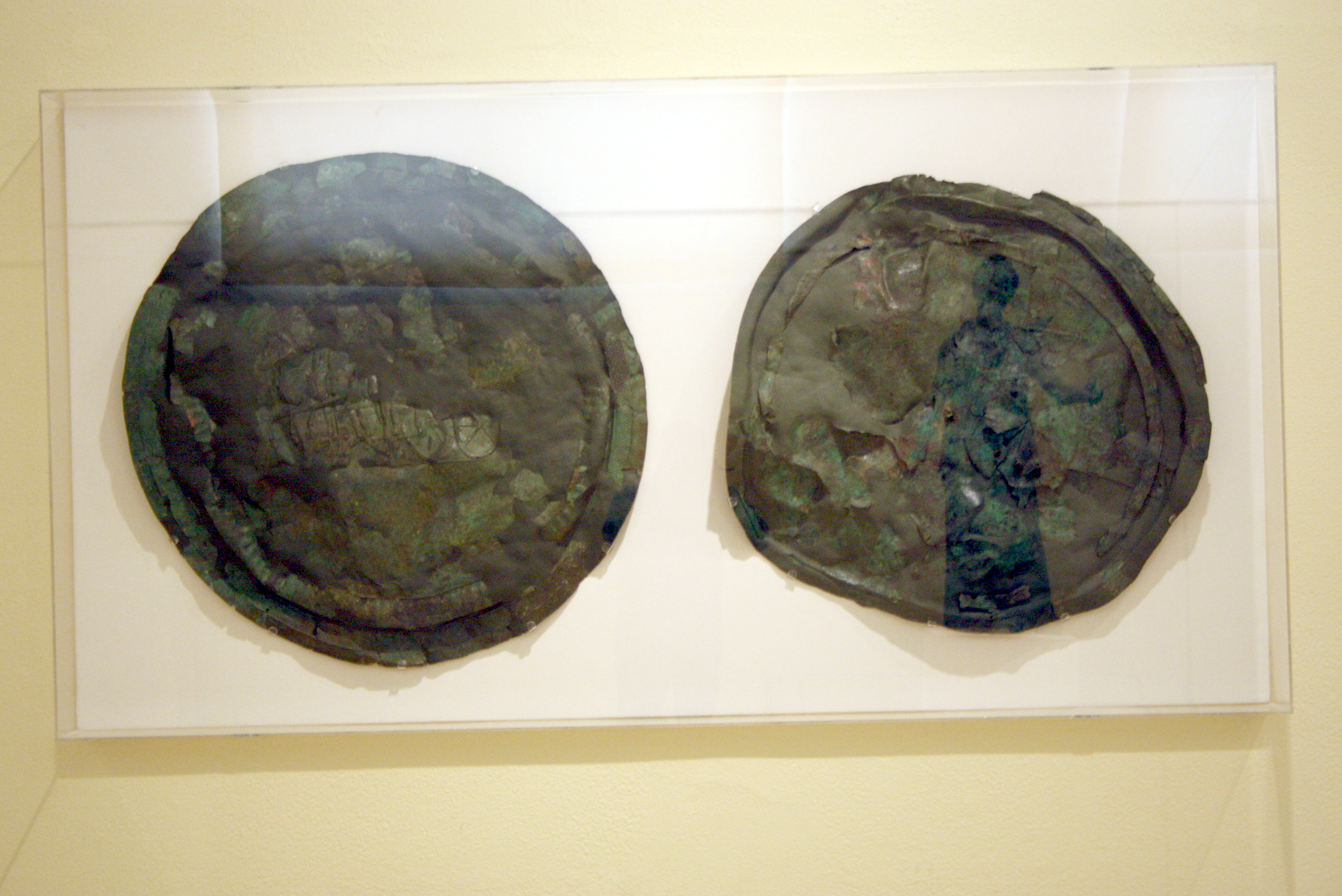
Escuts d'hoplites

Després de la captura de la ciutadella tebana en mans dels espartans (383 o 382 aC), Pelòpides i altres demòcrates tebans influents van fugir a Atenes, on Pelòpides va començar a encapçalar una conspiració per alliberar Tebes. Els espartans eren regnats per reis i, per tant, donaven suport a governs oligàrquics en altres ciutats gregues. El 379 aC els demòcrates van sorprendre i matar els seus oponents polítics principals (membres del partit aristocràtic a qui donaven suport els espartans), i van animar el poble perquè s'aixequés contra les guarnicions espartanes, que es va rendir a un exèrcit que havia reunit Pelòpides.
Es va muntar una expedició espartana contra Tebes, liderada pel rei espartà agíada Cleombrot. Va aconseguir poc, però va deixar una guarnició a Tèspies sota Esfòdries. Aquell hivern, Esfòdries intentà un atac al Pireu que va fracassar. Esfòdries no havia acatat les ordres i fou jutjat; tanmateix, fou absolt, fet que va portar Atenes a alinear-se amb Tebes contra Esparta.

## Desenvolupament
El rei espartà euripòntida Agesilau va liderar dues expedicions contra Tebes però no van reeixir. És probable que el mur de Dema es construís en aquella època per defensar Àtica. El 376 es va blocar una expedició liderada pel rei Cleombrot als passos de Citeró. Com que els espartans no van poder passar les muntanyes de Citeró, això donava una oportunitat als tebans per atacar els espartans, i en fer-ho, van conquerir les fortaleses dels espartans que restaven a Beòcia, mentre que la base espartana a Tèspies també es va perdre. Els espartans només els quedava poc territori al sud i Orcomen al nord-oest.

Antiga Beòcia

Com que els espartans tenien dificultats a l'hora d'atacar Tebes per terra, van decidir canviar la seva estratègia i fer servir forces navals per intentar blocar el suport dels atenencs. En resposta, els atenencs van enviar una flota poderosa cap a Esparta. El general Pol·lis va liderar llavors la seva petita flota per intentar aturar el setge, però va morir durant una batalla naval contra el general atenenc Càbries. Aquesta victòria naval va ser la primera victòria d'una flota naval atenenca des de la Guerra del Peloponès. Més endavant, el 376 aC Càbries va atacar Lacònia, i possiblement va arribar a Sel·làsia, al nord-est d'Esparta. El 375 aC Atenes va organitzar dues expedicions reeixides: una al nord-est de l'Egeu sota Càbries, i una segona que circumnavegava el Peloponès cap a la Grècia occidental. Aquesta força era liderada per Timoteu, fill de Conó, que va guanyar la batalla d'Alízia a Acarnània.
El 375 aC hi va haver un renovament de la Pau del Rei, però va durar pocs mesos. La captura de Platea dels tebans va posar l'aliança entre tebans i atenencs sota tensió, ja que els habitants de Platea van ser expulsats de la seva ciutat i van trobar asil a Atenes, on van ser una veu poderosa contra els tebans. Encara que l'aliança, va aguantar, Atenes va insistir a obrir negociacions amb Esparta. Es va acordar un tractat de pau, però van sorgir discrepàncies profundes durant la seva signatura. Epaminondes insistí que havia de signar pels beocis en conjunt, i no només per Tebes. En resposta, el rei espartà Agesilau va excloure Tebes de la llista de signants. Ambdós bàndols van deixar la conferència i es van preparar per reprendre les hostilitats.
A conseqüència del fracàs d'arribar un acord amb Tebes, els espartans sota Cleombrot van marxar contra Tebes el 371 aC. Cleombrot fou vençut a la batalla de Leuctra pels beocis liderats pels tebans, i en termes efectius Esparta va perdre la seva hegemonia en favor de la nova hegemonia tebana.